# Perry Mason (phim truyền hình năm 2020)
Perry Mason là một bộ phim truyền hình cổ trang của Mỹ dựa trên nhân vật cùng tên do Erle Stanley Gardner tạo ra, được công chiếu vào ngày 21 tháng 6 năm 2020 trên HBO. Bộ truyện được phát triển và viết bởi Rolin Jones và Ron Fitzgerald và có sự tham gia của Matthew Rhys trong vai chính. Vào tháng 7 năm 2020, loạt phim đã được làm mới cho phần thứ hai.

## Nội dung
Lấy bối cảnh Los Angeles năm 1932, loạt phim xoay quanh câu chuyện về luật sự biện hộ nổi tiếng Perry Mason, dựa trên các nhân vật trong tiểu thuyết của Erle Stanley Gardner.

## Diễn viên và nhân vật

### Chính
- Matthew Rhys trong vai Perry Mason, một điều tra viên tư nhân
- Juliet Rylance trong vai Della Street, thư ký pháp lý trung thành và được điều khiển của E.B. Jonathan
- Chris Chalk trong vai Paul Drake, một cảnh sát đánh bại
- Shea Whigham trong vai Pete Strickland, đối tác làm việc của Mason
- Tatiana Maslany trong vai Chị Alice McKeegan, một nhà thuyết giáo và là người lãnh đạo Hội Rạng rỡ của Chúa
- John Lithgow trong vai Elias Birchard "E.B." Jonathan, một luật sư đang gặp khó khăn và là chủ nhân thường xuyên của Perry Mason

### Định kỳ
- Gayle Rankin trong vai Emily Dodson, mẹ của Charlie Dodson, một đứa trẻ một tuổi bị bắt cóc một cách bí ẩn
- Nate Corddry trong vai Matthew Dodson, một chủ cửa hàng tạp hóa có con trai một tuổi, Charlie, bị bắt cóc
- Veronica Falcón trong vai Lupe Gibbs, một phi công có quan hệ tình ái với Mason
- Jefferson Mays trong vai Virgil Sheets, nhân viên phục vụ tại nhà xác thành phố và là bạn của Mason
- Andrew Howard trong vai Joe Ennis, một thám tử LAPD
- Eric Lange trong vai Gene Holcomb, một thám tử LAPD
- Robert Patrick trong vai Herman Baggerly, cha của Matthew, một người đàn ông quyền lực thuê E.B. và Mason để điều tra vụ bắt cóc
- Stephen Root trong vai Maynard Barnes, luật sư quận của Quận Los Angeles
- Lili Taylor trong vai Birdy McKeegan, mẹ và cố vấn của Alice
- Matt Frewer trong vai Thẩm phán Fred Wright, thẩm phán trong vụ án giết người Charlie Dodson.
- Diarra Kilpatrick trong vai Clara Drake, vợ đang mang thai của Paul.
- David Wilson Barnes trong vai Anh Cả Brown, một thành viên của Hội Rạng rỡ của Chúa
- Taylor Nichols trong vai Anh cả / Phó tế Eric Seidel, một thành viên của Hội Rạng rỡ của Chúa
- Aaron Stanford trong vai George Gannon, một người đàn ông có mối liên hệ quan trọng với vụ án Dodson
- Molly Ephraim trong vai Hazel Prystock, người thuê nhà trọ đồng thời là bạn tình của Street
- Gretchen Mol trong vai Linda Mason, vợ cũ của Perry
- Jenny O'Hara trong vai June Pitlick, chủ của ngôi nhà trọ nơi Street sống
- Justin Kirk as Hamilton Burger, trợ lý luật sư quận tư vấn pháp lý cho Mason [4]
- Todd Weeks trong vai Jim Hicks, một kế toán viên từng làm việc cho George Gannon và những người khác